# Puchar Słowenii w piłce siatkowej mężczyzn (1995/1996)
Puchar Słowenii w piłce siatkowej mężczyzn 1995/1996 – 5. sezon rozgrywek o siatkarski Puchar Słowenii po odzyskaniu przez to państwo niepodległości zorganizowany przez Słoweński Związek Piłki Siatkowej (Odbojkarska zveza Slovenije, OZS).
Do Pucharu Słowenii w sezonie 1995/1996 zgłosiły się 34 drużyny. Rozgrywki składały się z dwóch rund wstępnych, 1/8 finału, ćwierćfinałów, półfinałów i finału. We wszystkich rundach rywalizacja toczyła się w systemie pucharowym. Zespoły z 1B. DOL rozpoczynały rozgrywki od 2. rundy, natomiast te z 1A. DOL – od 1/8 finału.
Po raz drugi Puchar Słowenii zdobył Salonit Anhovo Kanal, który w finale pokonał Marles Maribor.

## Drużyny uczestniczące
| Interliga (2 drużyny)              | Interliga (2 drużyny) |
| ---------------------------------- | --------------------- |
| Pomurje                            | 1/8 finału            |
| Salonit Anhovo Kanal               | zwycięstwo            |
| 1A. DOL (6 drużyn)                 |                       |
| Kamnik                             | ćwierćfinał           |
| Krka Novo mesto                    | 1/8 finału            |
| Ljutomer                           | 2. runda              |
| Marles Maribor                     | finał                 |
| Minolta Bled                       | półfinał              |
| Olimpija                           | półfinał              |
| 1B. DOL (5 drużyn)                 |                       |
| Črnuče                             | ćwierćfinał           |
| Fužinar                            | ćwierćfinał           |
| Simonov Zaliv Izola                | 1/8 finału            |
| Šoštanj Topolšica                  | 1/8 finału            |
| Žirovnica                          | ćwierćfinał           |
| 2. DOL (10 drużyn)                 |                       |
| BCI Oscard                         | 2. runda              |
| Granit Preskrba Slovenska Bistrica | 1/8 finału            |
| IGM Hoče                           | 2. runda              |
| Intes Maribor                      | 2. runda              |
| Mislinja                           | 2. runda              |
| Pan Kovinar Kočevje                | 2. runda              |
| Prvačina                           | 1/8 finału            |
| SIP Šempeter                       | 1. runda              |
| Termo Lubnik Škofja Loka           | 1/8 finału            |
| Žužemberk                          | 2. runda              |

| 3. DOL (8 drużyn)     | 3. DOL (8 drużyn) |
| --------------------- | ----------------- |
| Astec Triglav Kranj   | 1/8 finału        |
| Bled II               | 1. runda          |
| Fužinar II            | 1. runda          |
| Gamsi                 | 2. runda          |
| Kamnik II             | 1. runda          |
| Mežica                | 1. runda          |
| Pomurje Beltinci      | 1. runda          |
| Žirovnica II          | 1. runda          |
| Pozostałe (3 drużyny) |                   |
| Branik                | 1. runda          |
| ŠD Tabor              | 2. runda          |
| TEŠ Šoštanj           | 2. runda          |

## Rozgrywki

### 1. runda
| Drużyna 1           | Drużyna 2    |
| ------------------- | ------------ |
| Pomurje Beltinci    | TEŠ Šoštanj  |
| Kamnik II           | Mislinja     |
| Bled II             | Gamsi        |
| ŠD Tabor            | Žirovnica II |
| Astec Triglav Kranj | Fužinar II   |
| SIP Šempeter        | Žužemberk    |
| Intes Maribor       | Mežica       |
| Branik              | BCI Oscard   |

### 2. runda
| Drużyna 1                          | Drużyna 2           |
| ---------------------------------- | ------------------- |
| Krka Novo mesto                    | TEŠ Šoštanj         |
| Granit Preskrba Slovenska Bistrica | Mislinja            |
| Simonov Zaliv Izola                | Gamsi               |
| Minolta Bled                       | Pan Kovinar Kočevje |
| Termo Lubnik Škofja Loka           | ŠD Tabor            |
| Ljutomer                           | Astec Triglav Kranj |
| Črnuče                             | Žužemberk           |
| Olimpija                           | Intes Maribor       |
| Žirovnica                          | IGM Hoče            |
| Prvačina                           | BCI Oscard          |

### 1/8 finału
| Drużyna 1            | Drużyna 2                          |
| -------------------- | ---------------------------------- |
| Marles Maribor       | Krka Novo mesto                    |
| Fužinar              | Granit Preskrba Slovenska Bistrica |
| Kamnik               | Simonov Zaliv Izola                |
| Minolta Bled         | Termo Lubnik Škofja Loka           |
| Salonit Anhovo Kanal | Astec Triglav Kranj                |
| Šoštanj Topolšica    | Črnuče                             |
| Pomurje              | Olimpija                           |
| Žirovnica            | Prvačina                           |

### Ćwierćfinały
| Drużyna 1            | Drużyna 2    |
| -------------------- | ------------ |
| Marles Maribor       | Fužinar      |
| Kamnik               | Minolta Bled |
| Salonit Anhovo Kanal | Črnuče       |
| Olimpija             | Žirovnica    |

### Półfinały
| Drużyna 1            | Drużyna 2    | Wynik                                   |
| -------------------- | ------------ | --------------------------------------- |
| Marles Maribor       | Minolta Bled | 3:0 (15:10, 15:7, 15:10)                |
| Marles Maribor       | Minolta Bled | 3:0 (15:9, 15:11, 15:7)                 |
| Salonit Anhovo Kanal | Olimpija     | 3:2 (12:15, 13:15, 15:12, 15:10, 15:12) |
| Salonit Anhovo Kanal | Olimpija     | 3:0 (15:4, 15:1, 15:11)                 |

### Finał
| Drużyna 1      | Drużyna 2            | Wynik                          |
| -------------- | -------------------- | ------------------------------ |
| Marles Maribor | Salonit Anhovo Kanal | 1:3 (9:15, 7:15, 15:12, 6:15)  |
| Marles Maribor | Salonit Anhovo Kanal | 1:3 (12:15, 15:11, 9:15, 2:15) |